# ナサニエル・フォルソム
ナサニエル・フォルサム（英: Nathaniel Folsom、1726年9月28日-1790年5月26日）は、アメリカ合衆国の商人、政治家である。1774年と1777年から1780年まで大陸会議のニューハンプシャー植民地代表となり、大陸軍ニューハンプシャー民兵隊では少将を務めた。

## 個人的な生涯
フォルソムはニューハンプシャー、エクセターの大きな家庭に生まれた。先祖はマサチューセッツ湾植民地のヒンガムに暫くの間入植した後、親戚のギルマン家の者達と共にエクセター開拓地の初期に入植してきた者だった。姓は当初"Foulsham"と綴っていた。フォルソム家はマサチューセッツ湾植民地に移民した後も長い間イングランド、ノーフォークのヒンガム郊外の土地を所有し続けていた。1673年、エクセターのジョン・フォルソムが息子のピーターにノーフォークにあり、家代々相続してきた50エーカー (20 ha) の土地を譲った。ナサニエル・フォルサムの父、ジョナサン（1685年頃-1740年）は2回結婚しており、最初の妻アン・ラッドとの間にアンナ、サラ、リディア、エリザベス、アビゲイル、ジョンおよびメアリーの7人の子供が生まれた。アンが死んでから間もなく、デボラ・ホールと再婚し、ナサニエル、サミュエルおよびトルーワーシー（フォルソム家のトレワージーの先祖に因んで名付けられた）の3人の子供を生んだ。
ナサニエル・フォルサムの父が1740年1月に死に、13歳のフォルソムはある商人のところに働きに行った。製材業に投資して製材所を開いた。1761年には遠縁にあたるジョセフ・ギルマンとジョサイア・ギルマンと共に共同経営を始めた。その会社は「フォルサム・ギルマン・アンド・ギルマン」と称し、雑貨屋を開き、船を造り、輸出入業を行った。エクセターとニューハンプシャーのポーツマスで事業を展開した。1768年、共同経営者達は別の道を進むことになったが、フォルソムは生涯、外国貿易、林業および製材業を続けた。
フォルソムは父と同じように2回結婚した。最初の妻はドロシー・スミス（1726年-1776年）であり、ナサニエル、ジョナサン、ドロシーおよびメアリー（1751年-1812年）の4人が生まれた。末娘のメアリーは後にニューハンプシャー州知事になったジョン・テイラー・ギルマンと結婚した。

## 軍歴
フォルソムは民兵隊に入ったが、その時は最も若い者だった。フレンチ・インディアン戦争の間の1755年、ウィリアム・ジョンソン卿が率いたクラウンポイント遠征隊では、ニューハンプシャー植民地連隊1個中隊の大尉だった。ジョージ湖の戦いでその中隊はマサチューセッツの砲兵隊の支援を受けて、フランスの総司令官ディースコー男爵を急襲して捕獲した。男爵を捕まえただけでなく、フランス軍を蹴散らしてその輜重隊を捕獲し大量の物資を手に入れた。自軍の損失はわずか6名だった。
フォルソムは民兵隊の中で大佐に昇進した。その正式な任命は、1774年12月のウィリアム・アンド・メアリー砦への襲撃後にウェントワース知事によって取り消された。フォルソムはこの命令を無視して、その連隊をポーツマスまで行軍させ、ダーラムまで捕獲した大砲を無事に持ち帰った。
1775年5月29日、ニューハンプシャー植民地議会がフォルソムをニューハンプシャーの部隊を指揮する准将に指名した。このことは、マサチューセッツの暫定政府がジョン・スタークを同じ地位に指名していたので、幾らかの混乱を生んだ。当時スターク大佐はボストン包囲戦に行軍したニューハンプシャー部隊の上級指揮官だった。6月に大陸会議が大陸軍に属するニューハンプシャー部隊の将軍にジョン・サリバンを指名したことで、この混乱は収まった。フォルソムは植民地内の民兵隊で上級士官となった。フォルソムは後に少将に指名され、独立戦争の全期間を通じて徴兵、訓練および物資補給任務を続けた。

## 政歴
フォルソムはエクセターのタウンミーティングで数年間議長を務めていた。植民地の革命議会が1774年7月21日に初めて招集されたとき、代議員になった。この議会はフィラデルフィアで開催された第一次大陸会議の代議員にフォルソムを指名した。
1775年、フォルソムは植民地議会で代議員を務め、これを1783年まで続けることになった。メシャク・ウェアやジョサイア・バートレットと政治的に親密な盟友となり、ニューハンプシャーの安全委員会委員に指名された。1776年1月、ロッキンガム郡の一般訴訟裁判所判事にもなった。1777年と1779年は以前の大陸会議代議員に戻った。
1783年、一般訴訟裁判所首席判事になった。同じ年に邦憲法制定会議に出席し、議長を務めた。この憲法が採択されると、フォルソムは議長として送り状を執筆し、町々の批准を求めて送付した。皮肉なことにこの憲法には、1人の者が就任できる職の数を制限しているという問題があった。フォルソムは議員を辞任し、また民兵隊長や知事諮問委員会からも辞任した。
フォルソムはロッキンガム郡の一般訴訟裁判所首席判事を1790年5月26日に死ぬまで続けた。遺骸はウィンター通り墓地に埋葬されている。